# Street Fighter IV: The Ties That Bind
Street Fighter IV: The Ties That Bind (Street Fighter IV: Los lazos que unen en castellano) es una película anime dirigida por Jiro Kanai y escrita por él mismo junto con Hirohisa Soda y Takuho Takemoto. Salió a la venta exclusivamente dentro de la edición coleccionista del videojuego Street Fighter IV de PlayStation 3 y Xbox 360. 

## Argumento
La trama, que tiene lugar antes de los acontecimientos del videojuego Street Fighter IV, comienza con Cammy y su equipo del comando Red Delta que están investigando una anomalía energética. Al mismo tiempo, Chun-Li y Guile investigan la desaparición de varios reputados luchadores de artes marciales. Mientras tanto, Crimson Viper es enviada a capturar a Ryu por órdenes de Seth, que conoce el "Ryu Satsui no Hadou" (Hadou oscuro) y decide hacerse con él, por lo cual Sakura se preocupa y junto a Ken y Chun-Li logra salvarlo antes de que sea tarde.

## Reparto
| Personaje       | Actor de voz (Japón) | Actor de voz (Estados Unidos) |
| --------------- | -------------------- | ----------------------------- |
| Ryū             | Hiroki Takahashi     | Kyle Hebert                   |
| Ken Masters     | Yuji Kishi           | Reuben Langdon                |
| Chun-Li         | Fumiko Orikasa       | Laura Bailey                  |
| Guile           | Hiroki Yashumoto     | Travis Willingham             |
| Seth            | Akio Otsuka          | Michael McConnohie            |
| Sakura Kasugano | Misato Fukuen        | Brittney Harvey               |
| Akuma           | Tora Take            | Rod Clarke                    |
| Vega            | Junichi Suwabe       | Doug Erholtz                  |
| Crimson Viper   | Mie Sonozaki         | Michelle Ruff                 |
| Cammy White     | Miyuki Sawashiro     | Caitlin Glass                 |
| Sheng Long      | Tōru Ōkawa           | Rod Clarke                    |